# Stazione di Airuno
La stazione di Airuno è una fermata ferroviaria posta sulla linea Lecco-Milano, a servizio dell'omonimo comune.

## Storia
Nonostante la linea fosse stata attivata nel 1863, l'impianto venne attivato solo successivamente, fra il 1876 e il 1896.
Il 1º maggio 1911 l'impianto, che fino ad allora aveva la qualifica di casa cantoniera, venne trasformato in stazione, con due binari di corsa lunghi 285 m.
Fu trasformata in fermata il 29 luglio 2008, con il completamento del raddoppio del binario.

## Movimento
La fermata è servita dai treni della linea S8 (Lecco-Milano Porta Garibaldi) del servizio ferroviario suburbano di Milano, eserciti da Trenord e cadenzati a frequenza semioraria.